# パトリック・ブローシュ

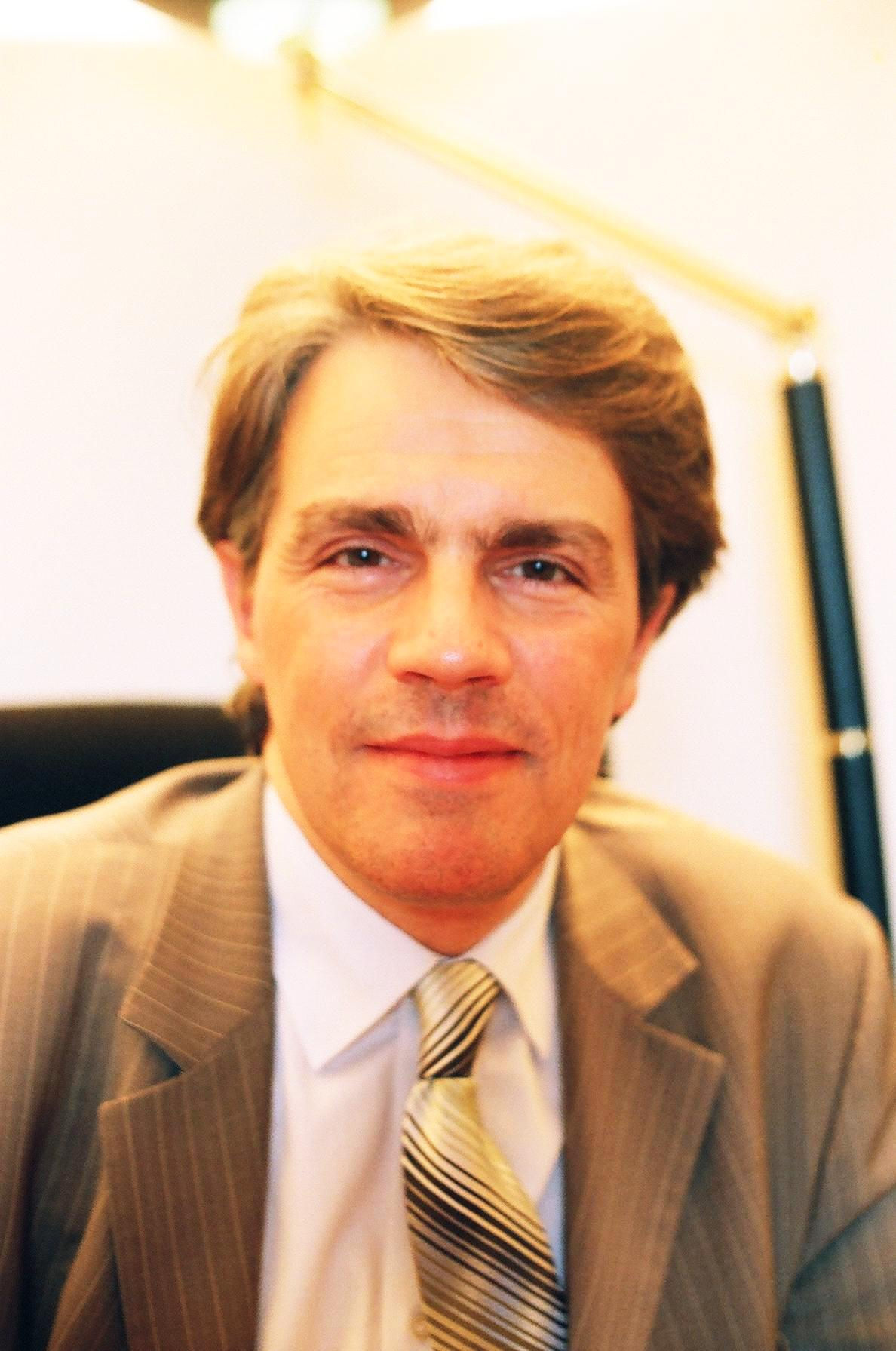
パトリック・ブローシュ、国民議会事務所にて、2006年3月撮影

パトリック・ブローシュ（Patrick Bloche、1956年7月4日 - ） は、フランスの政治家。フランス社会党所属の国民議会議員であり、パリ市議会議員、パリ社会党代表。パリ市長のベルトラン・ドラノエの側近として知られている。

## 政治経歴
- 1972年に社会党に入党。
- 1995年6月19日にパリ市議会議員に初当選、2002年6月16日に再選する。
- 1997年6月の国民議会議員選挙でゲイ・タウンであるマレ地区を含むパリ第7選挙区から社会党公認で出馬して当選、以後2012年まで4選を果たしている。
- 2000年1月にベルトラン・ドラノエの強い支持があり、パリ社会党・代表に選出される。

## 民事連帯契約法を創案
- 1998年にリオネル・ジョスパン内閣の下で民事連帯契約法を創案する。保守派の猛烈な抵抗に遭い、法案は一旦、国民議会で葬られるが、世論が強く反発し、それを受けてジョスパン首相が法案の成立を約束し、120時間の審議の末、1999年10月13日に国民議会で採決にかけられ、可決・成立する。1999年11月15日に同法は施行される。
- LGBT(レズビアン、ゲイ、バイセクシャル、トランスジェンダー)の問題にフランス政界で一番精通しているといわれる。
- 2007年6月の国民議会議員選挙では社会党のマニフェストでLGBTに関する項目を執筆した。そこでは、同性カップルの結婚(同性婚)の合法化や同性カップルが2人の子どもとして子どもを養子縁組することの合法化が銘記された。